# Firsdown
 (septembre 2023).
Firsdown est une paroisse civile et un village du Wiltshire, en Angleterre.